# Axel Hultman (skådespelare)
Axel Fredrik Wilhelm Hultman, född 26 september 1869 i Stockholm, död 4 december 1935 på Lidingö, var en svensk skådespelare och idrottsman.

## Biografi
Hultman var som simmare Sveriges förste mästare i idrott 1891. Han hade sommarnöje i Stockholms skärgård och grundade, samt var förste hövding, i ordenssällskapet Pelarorden. Ofta hyrde eller ägde han ett sommarställe i närheten av Spillersboda och han var initiativtagare till den lokala idrottsföreningen Spillersboda IF.
Axel Hultman studerade teater på Dramatens elevskola 1892–1893, var 1893–1894 och 1898–1901 anställd vid Svenska Teatern i Helsingfors, 1894–1896 vid August Lindbergs sällskap, 1896–1908 vid Vasateatern och 1901–1905 vid Dramatiska teatern. Han ledde 1905–1907 och 1915–1916 eget sällskap i landsorten, var 1907–1914 och 1916–1918 anställd vid Södra teatern och 1918–1919 vid Oscarsteatern. Ernst Rolf kom att debutera vid Hultmans egna sällskap.
Inför en fotbollsmatch mellan Sverige och Danmark 1916 utlystes en tävling för att skapa en hejaramsa att tryckas upp till matchen. Axel Hultman vann tävlingen med ramsan:
| ” | Heja grabbar, friskt humör. Det är det som susen gör. Heja, heja, heja | „ |

Han var från slutet av 1910-talet en av medlemmarna i sångtrion Tre trallande pojkar tillsammans med Olle Strandberg och Oscar Bergström. Senare var han anställd på Albert Ranfts privatteatrar. Hultman spelade in totalt 21 filmer. Hans första film, Sången om den eldröda blomman, regisserades av Mauritz Stiller.
Axel Hultman är begraven på Norra begravningsplatsen i Stockholm.

## Filmografi
- 1919 – Sången om den eldröda blomman
- 1919 – En ung mans väg
- 1920 – Kärlek och björnjakt
- 1920 – Flickorna i Åre
- 1921 – Landsvägsriddare
- 1921 – Silkesstrumpan
- 1921 – Kärlek och hypnotism
- 1923 – Fröken Fob
- 1924 – Sten Stensson Stéen från Eslöv
- 1924 – Livet på landet
- 1925 – Styrman Karlssons flammor
- 1925 – Polis Paulus' påskasmäll
- 1925 – Skärgårdskavaljerer
- 1926 – Flickorna Gyurkovics
- 1926 – Hon, den enda
- 1926 – Charleys tant
- 1926 – Dollarmillionen
- 1927 – Ungdom
- 1928 – Janssons frestelse
- 1928 – Synd
- 1929 – Hjärtats triumf

## Teater

### Roller (ej komplett)
| År   | Roll                      | Produktion                                                                                   | Regi         | Teater                        |
| ---- | ------------------------- | -------------------------------------------------------------------------------------------- | ------------ | ----------------------------- |
| 1897 | Jensen, biträde vid fyren | Ungdomslek Frederik Leth Hansen                                                              |              | Vasateatern                   |
| 1906 |                           | Med storm Maurice Donnay                                                                     |              | Dramatiska Teatern            |
| 1910 |                           | Var bor hon då? Jean Kren och Victor Hollaender                                              |              | Södra Teatern                 |
| 1912 | Medverkande               | Sankt Jönsson och draken, nyårsrevy Emil Norlander                                           |              | Södra Teatern                 |
| 1914 |                           | Grevinnan Pettersson, eller Stockholm-Malmö med damernas egen pansarbåt, revy Emil Norlander | Axel Hultman | Kristallsalongen              |
| 1917 |                           | Malla, eller Den förälskade skutskepparen, revy Emil Norlander                               | Axel Hultman | Kristallsalongen              |
| 1918 |                           | Filmkungen, eller Klockan 8 börjar revolutionen, revy Emil Norlander                         | Axel Hultman | Kristallsalongen              |
| 1918 | Knosing                   | Tokstollar, revy Emil Norlander                                                              |              | Södra Teatern                 |
| 1921 | Medverkande               | På vift, eller Stockholm – Köpenhamn – Paris – Granada, revy Emil Norlander                  |              | Kristallsalongen              |
| 1925 | Taningebonden             | En piga bland pigor Ernst Fastbom                                                            | Axel Hultman | Vanadislundens friluftsteater |
| 1925 | Färgare Grönberg          | Öregrund-Östhammar Selfrid Kinmansson                                                        | Axel Hultman | Vanadislundens friluftsteater |

### Regi
| År   | Produktion                            | Teater                        |
| ---- | ------------------------------------- | ----------------------------- |
| 1925 | En piga bland pigor Ernst Fastbom     | Vanadislundens friluftsteater |
| 1925 | Öregrund-Östhammar Selfrid Kinmansson | Vanadislundens friluftsteater |

## Diskografi
- Huset med de många värdarne, The Grammophone Company
- Ola Bengtssons flamma,1909, 282170 The Grammophone Company
- Å så rulla vi på kuttingen igen, 1911, 282297 The Grammophone Company

Med trion Tre trallande pojkar:
- Tre trallande pojkars entrésång, 1910, 284022 The Grammophone Company
- Gångsång, 1910, 284024 The Grammophone Company

### Fotnoter
1. ↑  ”Kretsloppstankar redan för 100 år sedan”. Arkiverad från originalet den 27 maj 2017. https://web.archive.org/web/20170527174202/http://www.skneptun.se/globalassets/sk-neptun---simidrott2/dokument/historia/2008/8.kretslopp.pdf. Läst 10 augusti 2011.
2. ↑  Leif A Sandberg (28 augusti 2007). ”I Roslagens famn”. Maringuiden.se. http://www.maringuiden.se/nyheter/_/b%C3%A5treportage/i-roslagens-famn-r1066. Läst 27 juni 2015.
3. ↑  ”Spillersboda IF - Om klubben”. Idrott online. http://www.svenskalag.se/about.asp?teamid=965. Läst 27 juni 2015.
4. ↑  Carlquist, Gunnar (red.) (1932). Svensk uppslagsbok. Malmö: Svensk Uppslagsbok AB:s förlag, band 13 s. 432-33.
5. ↑  Lundström, Stig; Söderman, Lasse (2013). Pelarorden 120 år: ordensskalder, personligheter, händelser. [S. l.]: Pelarorden. Libris 16168129
6. ↑  Tre trallande pojkar på Svensk underhållningsmusik, revyer och film 1900–1960
7. ↑  Axel Hultman på Svensk Filmdatabas
8. ↑  Hitta graven
9. ↑  ”Teaterannons”. Dagens Nyheter:  s. 5. 12 januari 1897. http://tidningar.kb.se/8224221/1897-01-12/edition/0/part/1/page/3/?q=Ungdomslek%20vasateatern&sort=asc. Läst 15 november 2015.
10. ↑  Ernst Högman (1905). Frithiof Hellberg. red. ”Teater och musik”. Idun: Illustrerad tidning för kvinnan och hemmet (Stockholm: Frithiof Hellberg) 19 (4):  sid. 47. Arkiverad från originalet den 19 november 2015. https://web.archive.org/web/20151119233427/http://www.ub.gu.se/fasta/laban/erez/kvinnohistoriska/tidskrifter/idun/1906/pdf/1906_4.pdf. Läst 19 november 2015.
11. ↑  ”Teater, konst, litteratur”. Dagens Nyheter:  s. 6. 1 maj 1910. http://arkivet.dn.se/arkivet/tidning/1910-05-01/14363/6. Läst 8 augusti 2015.
12. ↑  ”Ur nyårsrevyerna”. Idun: Illustrerad tidning för kvinnan och hemmet:  s. 29. 29 januari 1913. Arkiverad från originalet den 21 oktober 2014. https://web.archive.org/web/20141021214234/http://www.ub.gu.se/fasta/laban/erez/kvinnohistoriska/tidskrifter/idun/1913/pdf/1913_02.pdf. Läst 27 juni 2015.
13. ↑  ”Teaterannons”. Dagens Nyheter:  s. 11. 30 maj 1914. https://arkivet.dn.se/tidning/1914-05-30/15812/11. Läst 21 april 2024.
14. ↑  ”Teaterannons”. Dagens Nyheter:  s. 14. 1 juni 1917. https://arkivet.dn.se/tidning/1917-06-01/144/14. Läst 21 april 2024.
15. ↑  ”Filmkungen eller Kl. 8 börjar revolusitionen”. Musikverket. https://calmview.musikverk.se/CalmView/Record.aspx?src=CalmView.Performance&id=P16960&pos=2. Läst 21 april 2024.
16. ↑  Erik Ljungberger, red (1918). ”Teateralmanack”. Svenska scenen (2):  sid. 12. https://sv.wikisource.org/w/index.php?title=Svenska_scenen_2,_1918&oldid=174993. Läst 9 juli 2015.
17. ↑  ”Teater Musik'”. Dagens Nyheter:  s. 7. 31 maj 1921. http://arkivet.dn.se/arkivet/tidning/1921-05-31/143/7. Läst 18 mars 2016.
18. 1 2  ”Teater och Musik”. Dagens Nyheter:  s. 7. 27 maj 1925. http://arkivet.dn.se/arkivet/tidning/1925-05-27/141/7. Läst 29 december 2015.
19. 1 2  ”Teater och Musik”. Dagens Nyheter:  s. 12. 7 juli 1925. http://arkivet.dn.se/arkivet/tidning/1925-07-07/180/5. Läst 29 december 2015.